# Királyok völgye 12

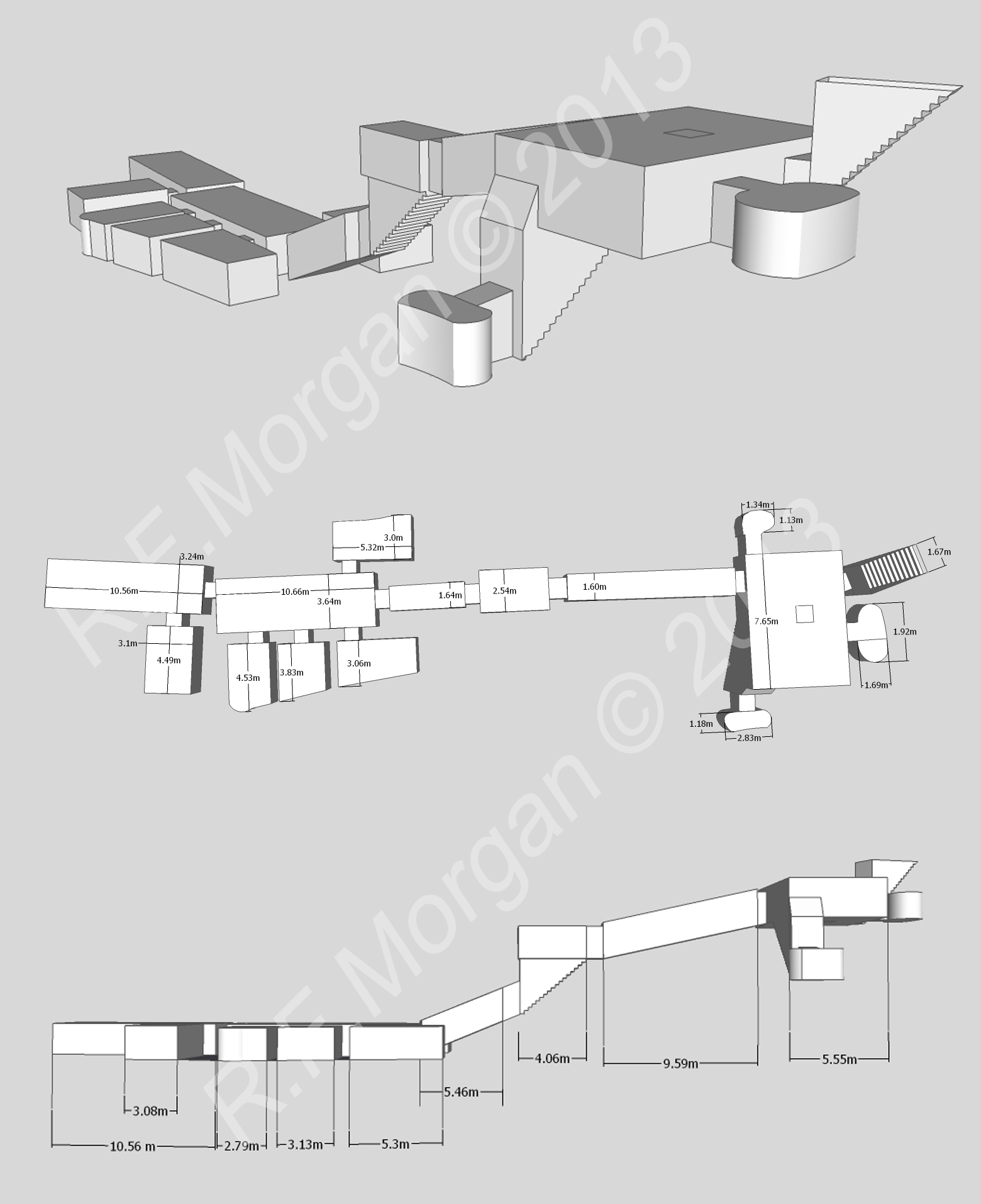
A sír izometrikus képe, alaprajza és oldalnézeti metszete egy 3D-modell alapján

A Királyok völgye 12 (KV12) egy egyiptomi sír a Királyok völgye keleti völgyében. A XVIII., XIX. és XX. dinasztia idején több királyi családtag temetésére használták.
A sír egyenes tengelyű, hossza 92,33 m, területe 253,83 m². Szokatlan alaprajzán látszik, hogy több személy temetésére tervezték; hasonlít a szintén többes sírnak épült Királyok völgye 5-höz, bár kisebb annál. A rövid bejárati lépcső egy nagyobb, egyoszlopos, a lépcsőre nem teljesen merőleges tengelyű kamrába vezet, melyből három, szabálytalan alaprajzú mellékkamra nyílik, kettő azonos szinten, a harmadikba pedig hosszabb lépcső vezet le. Az oszlopos előkamra a bejárattal szemben, de a kamra tengelyére már merőlegesen egy hosszú, lejtős folyosóban folytatódik, ezt meredekebb lépcső, majd újabb lejtős folyosó követi. Ezután két hosszúkás kamra következik egymás után. Az elsőből balra három, jobbra egy mellékkamra, a másodikból balra egy mellékkamra nyílik. A felrajzolt körvonalakból látszik, hogy mindkét kamrában szimmetrikusan egyenlő számú mellékkamrát terveztek kialakítani a két oldalon, de nem került rá sor. A külső helyiségek durvábban, a belsők nagyobb gondossággal lettek kialakítva. A sír díszítetlen. Az első kamra, első folyosó és a két folyosó közti lépcső falát korom borítja.
A szomszédos Királyok völgye 9 sír építői véletlenül behatoltak ebbe a sírba az építkezés során. A KV9-nek a sírkamra előtti folyosója a KV12 utolsó kamrája alatt halad el.
Mivel a sír díszítetlen és kifosztották, nem lehet megállapítani, pontosan mikor épült. Építészeti stílus alapján a második folyosóig készülhetett el a XVIII. dinasztia idején, és az utolsó két kamra, valamint mellékkamrái a XIX. dinasztia idején, de még korábban, mint VI. Ramszesz uralkodása, ugyanis az ő számára épült a KV9, melynek építése során áttörték az utolsó kamra keleti falát.

## Külső hivatkozások
- Theban Mapping Project: KV12